# Josef Plank (Maler, 1815)

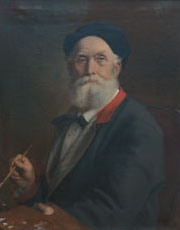
Selbstbildnis (1893)

Josef Plank (* 9. August 1815 in Hall in Tirol; † 13. Jänner 1901 in Wien) war ein österreichischer Porträt- und Historienmaler.

## Leben und Werk

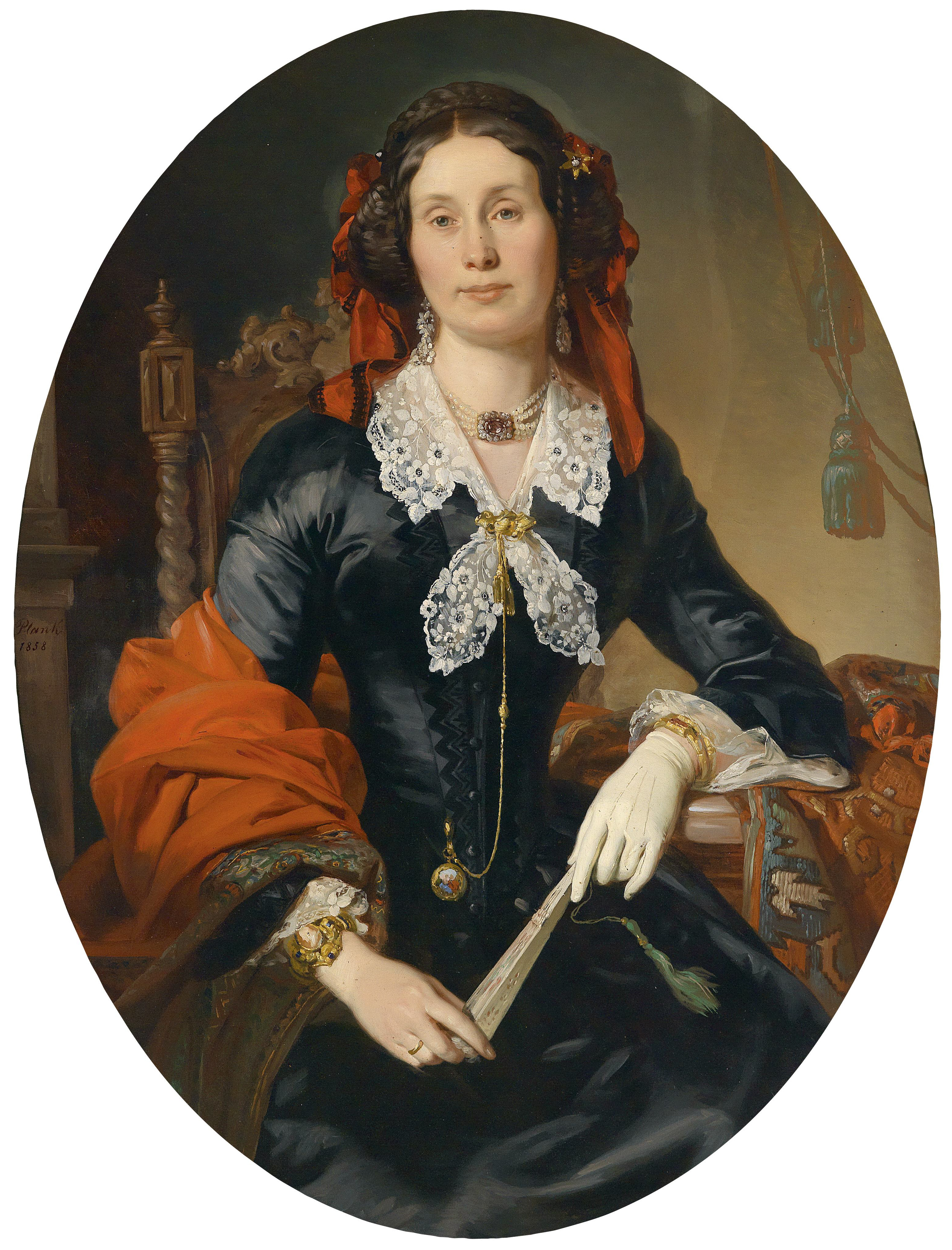
Bildnis der Anna Reitter mit rotem Tuch (1858)

Josef Plank wurde als Sohn des Hafnermeisters Josef Plank und seiner Frau Gertraud, geb. Kirchmair, in Hall geboren. Bereits in der Volksschule zeigte sich sein zeichnerisches Talent. Er besuchte keine Mittelschule und soll eine Lehre bei einem unbedeutenden Maler in Hall gemacht haben. Zum Militärdienst kam er zu einem Kaiserjäger-Regiment, wo er wegen seiner schönen Handschrift hauptsächlich im Kanzleidienst eingesetzt wurde. Mit kleineren Malereien, Dekorationsscheiben, Wappen und ähnlichem für Schießstände erregte er die Aufmerksamkeit seiner Vorgesetzten. Der Kaiserjäger-Oberst Heinrich von Roßbach wurde sein Förderer und Plank schuf Porträts von mehreren Offiziersfamilien.
Mit der Unterstützung Roßbachs konnte er die Akademie der bildenden Künste München besuchen und studierte bei Peter von Cornelius und Josef Stieler. Nach zwei Jahren kehrte er nach Innsbruck zurück. 1845/46 studierte er an der Akademie der bildenden Künste Wien bei Leopold Kupelwieser und Joseph von Führich, wo er als Historien- und Freskenmaler im Stil der Nazarener ausgebildet wurde. Daneben war er als Porträtist tätig, auf Empfehlung seiner Tiroler Förderer wiederum hauptsächlich in Militärkreisen. Plank blieb in Wien ansässig und betrieb ein Atelier in der Gumpendorfer Straße 29 im 6. Bezirk. Regelmäßig war er in den Monatsausstellungen des Wiener Künstlervereins vertreten.
Als von 1854 bis 1861 Führich und Kupelwieser die Altlerchenfelder Pfarrkirche ausmalten, war neben Karl Blaas und Karl Mayer auch Plank beteiligt. Ab da widmete er sich ganz der religiösen Historienmalerei und schuf Fresken und vor allem Altarbilder für Kirchen in ganz Österreich-Ungarn, darunter die Franziskanerkirche in Laibach (1861), die Stiftskirche Fiecht (1875) oder die Pfarrkirche Mistelbach (1880), aber auch in Ägypten oder für die Grabeskirche in Jerusalem. Er malte kaum noch Porträts und versuchte sich hingegen an Landschaften.
Als er schon in Wien lebte, heiratete er eine Maria aus Hall. Die einzige Tochter des Paares starb in jungen Jahren. Plank war mit Friedrich von Amerling befreundet und unternahm 1870 eine Studienreise nach Italien. Sein Schüler war Anton Jehly. 1901 starb er nach kurzer Krankheit und wurde am Hütteldorfer Friedhof begraben.